# Heidi Mittermaier
Heidi Mittermaier (* 28. Januar 1941 in München) ist eine ehemalige deutsche Skirennläuferin. Sie ist die Schwester der 2023 verstorbenen Skirennläuferin und Doppelolympiasiegerin Rosi Mittermaier und Evi Mittermaier.
Sie gewann vier Deutsche Meisterschaften, siegte 1959 im Slalom der SDS-Rennen, nahm an Weltmeisterschaften und Olympischen Spielen teil und spielte im Film Ski-Faszination von Willy Bogner junior mit.

## Erfolge
Deutsche Meisterschaften:
- Alpine Kombination: 1963, 1966
- Riesenslalom: 1966
- Slalom: 1963

Teilnahme an Olympischen Winterspielen:
- Innsbruck 1964

Teilnahme an Alpinen Skiweltmeisterschaften:
- Chamonix 1962
- Portillo 1966